# Kwintyn
Kwintyn – imię męskie pochodzenia łacińskiego, od nazwy rzymskiego rodu, którego nazwa pierwotnie pochodziła od słowa quintus - "piąty". Patronem tego imienia jest św. Kwintyn, żyjący w III wieku.
Kwintyn imieniny obchodzi 31 października. 
Znane osoby noszące imię Kwintyn:
- Quentin Halys (ur. 1996) – francuski tenisista, triumfator French Open 2014 w grze podwójnej chłopców
- Quinten Hann
- Quentin Tarantino